# Michaële
Jacqueline Deferreiromizar dite Michaële, née en septembre 1942 à Alexandrie (Égypte) et morte le 21 février 2018 dans le 15e arrondissement de Paris, est une parolière française.

## Biographie
Les grands orchestres égyptiens interprètent ses premières œuvres, elle enregistre quelques chansons, part pour Beyrouth, puis arrive en France. Après avoir  enregistré quelques 45 tours et un album chez CBS , Michaële fait ses premières armes sur scène en première partie de plusieurs grandes vedettes: Enrico Macias, Gilbert Bécaud, Richard Anthony et Serge Lama. Souffrant du trac, elle décide d'écrire des chansons pour les autres.
Grâce à l'une de ses amies, Stéphanie Sande, elle crée avec Paul & Lana Sebastian une société d'édition, « Boona Music ». Ils seront lauréats en 1983 du Prix Rolf Marbot décerné par la SACEM.
Arlette Tabart se joindra par la suite à cette nouvelle société dont le siège social se trouve dans les bureaux de Claude Carrère. Au fil des années, d'autres auteurs la rejoindront : Jeff Barnel, Gilbert Sinoué et Gabriel Yared.
Elle meurt à l'âge de 75 ans le 21 février 2018 dans le 15e arrondissement de Paris,, et est inhumée au cimetière parisien de Pantin (division 86).
Après sa disparition, par voie testamentaire, un prix de soutien et d'encouragement à une créatrice, autrice ou compositrice est décerné chaque année par le « Comité du cœur des sociétaires de la Sacem », à partir de 2021.

## Chansons
Elle a notamment écrit pour :
- Karen Cheryl: Je t’appartiens (1976) Seule (1982)
- Christophe: Oh ! Mon amour (1973)
- Petula Clark: Thank you my lord (1976)
- Dalida:Tout au plus (1971), Les Choses de l'amour (1972), Paroles... Paroles... (1973), duo avec Alain Delon, Julien... (1973), Gigi l'amoroso (1974), Gigi in Paradisco (1980), Ne lui dis pas (1975), Je suis toutes les femmes (1980), Lucas (1983)
- Claude François: Je viens dîner ce soir (1973)
- Frédéric François: Une nuit ne suffit pas (1988), L’amour s’en va, l’amour revient (1988), L'Italienne (1989), Qui de nous deux (1990), Chiquita (1997)
- Hugues Hamilton: Totalement fou d’elle (1982), T'es jamais tout seul (1983)
- Crazy Horse (avec Alain Delorme): Ne rentre pas ce soir (1971) Mandolino, Belle (1972), Un jour sans toi (1972), De juillet jusqu'en septembre (1972), Et surtout ne m'oublie pas (1973)
- Jean-Luc Lahaye: Femme que j'aime (1982) Appelle moi Brando (1983)

- Betty Mars: J’ai le mal de toi (1974)

- Mireille Mathieu: Emmène-moi avec toi (1973)
- Petit Matin: Je suis amoureux d'elle (1974)
- Monty: Inoubliablement (1972)
- Julie Pietri: Ma délivrance (1984)
- Ringo: Tu m’appartiens (1973) Accepte moi (1974) Fille sauvage (1975)
- Dick Rivers: Mama (1970)
- Santiana (Jean-Pierre d'Amico): Petite femme, Je t'avais juré de t'aimer (1974), Miss America, Mal d'amour, mal de toi (1975), Et pourtant je t'aime (1976)
- Shake: Angel, la fille que je préfère (1981)
- Sheila (avec Ringo): Michaële remplace le refrain de La clef qui n’ouvre pas ta porte par Laisse les gondoles à Venise (1973),
- Sheila: Le couple (1974), Tu es le soleil (1974), Non chéri (1974), Ne fais pas tanguer le bateau (1974), Laisse-toi rêver (1975), Aucune montagne, aucune rivière (1975)[7]
- William Sheller: Leslie Simone (1969)

- François Valéry: Aimons-nous vivants (avec Pierre Delanoé) (1989)
- Hervé Vilard: Tous les enfants ont besoin d’amour (1972), C'est toi qui gagne (1981)